# 猿田悳
猿田 悳（さるた とく、1926年 - 1975年2月13日）は、日本のドイツ文学者、翻訳家、音楽評論家。

## 略歴
茨城県生まれ。1951年東京大学独文科卒。富山大学講師、金沢大学助教授、慶應義塾大学経済学部助教授、教授。

## 著書
- 『フルトヴェングラー 生涯と芸術』（音楽之友社、レコード新書） 1961
- 『フルトヴェングラー』（朝日出版社、アーチスト・ライブラリー） 1972
- 『音楽との対話』（朝日出版社） 1972

## 翻訳
- 『エラスムスの勝利と悲劇』（ツヴァイク、内垣啓一, 藤本淳雄共訳、みすず書房、ツヴァイク全集13） 1965
- 『時代と世界』（ツヴァイク、みすず書房、ツヴァイク全集19） 1965
- 『フーゴー・ヴォルフ 生涯と歌曲』（エルンスト・デチャイ、小名木栄三郎共訳、音楽之友社） 1966
- 『旅の日のモーツァルト』（メーリケ、白水社） 1969
- 『カラヤン 人と芸術』（E・H・ホイサーマン、東京創元社） 1971
- 『カラヤンの世界』（カール・レーブル、朝日出版社） 1971
- 『マリア・カラス 華麗なる独裁者』（フリードリヒ・ヘルツフェルト、朝日出版社） 1971
- 『コージマ・ワーグナー リストの非凡な娘そしてワーグナーの最良の妻』（アリス・ソコロフ、森住衛共訳、音楽之友社） 1976